# Canton des Deux Rives
Le canton des Deux Rives est une circonscription électorale française du département du Tarn.

## Histoire
Un nouveau découpage territorial du Tarn entre en vigueur à l'occasion des premières élections départementales suivant le décret du 17 février 2014. Les conseillers départementaux sont, à compter de ces élections, élus au scrutin majoritaire binominal mixte. Les électeurs de chaque canton élisent au Conseil départemental, nouvelle appellation du Conseil général, deux membres de sexe différent, qui se présentent en binôme de candidats. Les conseillers départementaux sont élus pour 6 ans au scrutin binominal majoritaire à deux tours, l'accès au second tour nécessitant 12,5 % des inscrits au 1er tour. En outre la totalité des conseillers départementaux est renouvelée. Ce nouveau mode de scrutin nécessite un redécoupage des cantons dont le nombre est divisé par deux avec arrondi à l'unité impaire supérieure si ce nombre n'est pas entier impair, assorti de conditions de seuils minimaux. Dans le Tarn, le nombre de cantons passe ainsi de 46 à 23.
Le canton des Deux Rives est formé de communes des anciens cantons de Cadalen (7 communes), de Gaillac (9 communes) et de Lisle-sur-Tarn (2 communes). Il est entièrement inclus dans l'arrondissement d'Albi. Le bureau centralisateur est situé à Lagrave.

## Représentation
| Période élective | Période élective | Mandat | Mandat   | Identité                | Nuance | Nuance | Qualité |
| ---------------- | ---------------- | ------ | -------- | ----------------------- | ------ | ------ | --- |
| 2015             | 2021             | 2015   | 2021     | Monique Corbière-Fauvel |        | PS     | Éducatrice spécialisée auprès d’enfants handicapés Maire de Cadalen, 1ère adjointe au maire depuis 2020 7ème Vice-Présidente du Conseil départemental |
| 2015             | 2021             | 2015   | 2021     | Christophe Hérin        |        | DVG    | Conseiller pédagogique Maire de Rivières |
| 2021             | 2028             | 2021   | en cours | Monique Corbière-Fauvel |        | PS     | Conseillère sortante, 5ème vice-présidente chargée de l'enfance et de la famille                                                                      |
| 2021             | 2028             | 2021   | en cours | Christophe Hérin        |        | DVG    | Conseiller sortant |

### Résultats détaillés

#### Élections de mars 2015
À l'issue du 1er tour des élections départementales de 2015, trois binômes sont en ballotage : Monique Corbière-Fauvel et Christophe Hérin (DVG, 34,56 %), Brigitte Lejeune et François Vergnes (DVD, 32,75 %) et Françoise Bruguiere et Olivier Formentin (FN, 32,69 %). Le taux de participation est de 59,56 % (6 281 votants sur 10 546 inscrits) contre 58,71 % au niveau départemental et 50,17 % au niveau national.
Au second tour, Monique Corbière-Fauvel et Christophe Hérin (DVG) sont élus avec 38,81 % des suffrages exprimés et un taux de participation de 62,43 % (2 425 voix pour 6 585 votants et 10 548 inscrits).
Christophe Hérin est apparenté PS.

#### Élections de juin 2021
Le premier tour des élections départementales de 2021 est marqué par un très faible taux de participation (33,26 % au niveau national). Dans le canton des Deux Rives, ce taux de participation est de 42,87 % (4 840 votants sur 11 290 inscrits) contre 39,08 % au niveau départemental. À l'issue de ce premier tour,  le binôme constitué de Monique Corbière-Fauvel et Christophe Herin (DVG , 70,18 %), est élu avec 70,18 % des suffrages exprimés.

## Composition
Le canton des Deux Rives comprend les dix-huit communes suivantes.
| Nom                             | Code Insee | Intercommunalité                  | Superficie (km2) | Population (dernière pop. légale) | Densité (hab./km2) | Modifier                                    |
| ------------------------------- | ---------- | --------------------------------- | ---------------- | --------------------------------- | ------------------ | ------------------------------------------- |
| Lagrave (bureau centralisateur) | 81131      | CA Gaillac Graulhet Agglomération | 9,46             | 2 275 (2022)                      | 240                | modifier les données · modifier les données |
| Aussac                          | 81020      | CA Gaillac Graulhet Agglomération | 6,06             | 263 (2022)                        | 43                 | modifier les données · modifier les données |
| Bernac                          | 81029      | CA Gaillac Graulhet Agglomération | 5,54             | 185 (2022)                        | 33                 | modifier les données · modifier les données |
| Cadalen                         | 81046      | CA Gaillac Graulhet Agglomération | 40,41            | 1 540 (2022)                      | 38                 | modifier les données · modifier les données |
| Castanet                        | 81061      | CA Gaillac Graulhet Agglomération | 7,21             | 199 (2022)                        | 28                 | modifier les données · modifier les données |
| Cestayrols                      | 81067      | CA Gaillac Graulhet Agglomération | 17,03            | 462 (2022)                        | 27                 | modifier les données · modifier les données |
| Fayssac                         | 81087      | CA Gaillac Graulhet Agglomération | 7,62             | 359 (2022)                        | 47                 | modifier les données · modifier les données |
| Fénols                          | 81090      | CA Gaillac Graulhet Agglomération | 6,00             | 247 (2022)                        | 41                 | modifier les données · modifier les données |
| Florentin                       | 81093      | CA Gaillac Graulhet Agglomération | 12,62            | 735 (2022)                        | 58                 | modifier les données · modifier les données |
| Labastide-de-Lévis              | 81112      | CA Gaillac Graulhet Agglomération | 14,29            | 963 (2022)                        | 67                 | modifier les données · modifier les données |
| Labessière-Candeil              | 81117      | CA Gaillac Graulhet Agglomération | 21,98            | 726 (2022)                        | 33                 | modifier les données · modifier les données |
| Lasgraisses                     | 81138      | CA Gaillac Graulhet Agglomération | 12,22            | 575 (2022)                        | 47                 | modifier les données · modifier les données |
| Montans                         | 81171      | CA Gaillac Graulhet Agglomération | 32,43            | 1 547 (2022)                      | 48                 | modifier les données · modifier les données |
| Parisot                         | 81202      | CA Gaillac Graulhet Agglomération | 28,99            | 1 009 (2022)                      | 35                 | modifier les données · modifier les données |
| Peyrole                         | 81208      | CA Gaillac Graulhet Agglomération | 20,59            | 557 (2022)                        | 27                 | modifier les données · modifier les données |
| Rivières                        | 81225      | CA Gaillac Graulhet Agglomération | 9,57             | 1 065 (2022)                      | 111                | modifier les données · modifier les données |
| Senouillac                      | 81283      | CA Gaillac Graulhet Agglomération | 15,01            | 1 123 (2022)                      | 75                 | modifier les données · modifier les données |
| Técou                           | 81294      | CA Gaillac Graulhet Agglomération | 19,40            | 1 099 (2022)                      | 57                 | modifier les données · modifier les données |
| Canton des Deux Rives           | 8110       |                                   | 286,43           | 14 929 (2022)                     | 52                 | modifier les données                        |

## Démographie
En 2022, le canton comptait 14 929 habitants, en évolution de +5,03 % par rapport à 2016 (Tarn : +2,52 %, France hors Mayotte : +2,11 %).
| 2013   | 2018   | 2022   |
| ------ | ------ | ------ |
| 13 875 | 14 461 | 14 929 |